# Monostaechas quadridens
Monostaechas quadridens är en nässeldjursart som först beskrevs av Edward McCrady 1859.  Monostaechas quadridens ingår i släktet Monostaechas och familjen Halopterididae. Inga underarter finns listade i Catalogue of Life.